# 苏莱曼山

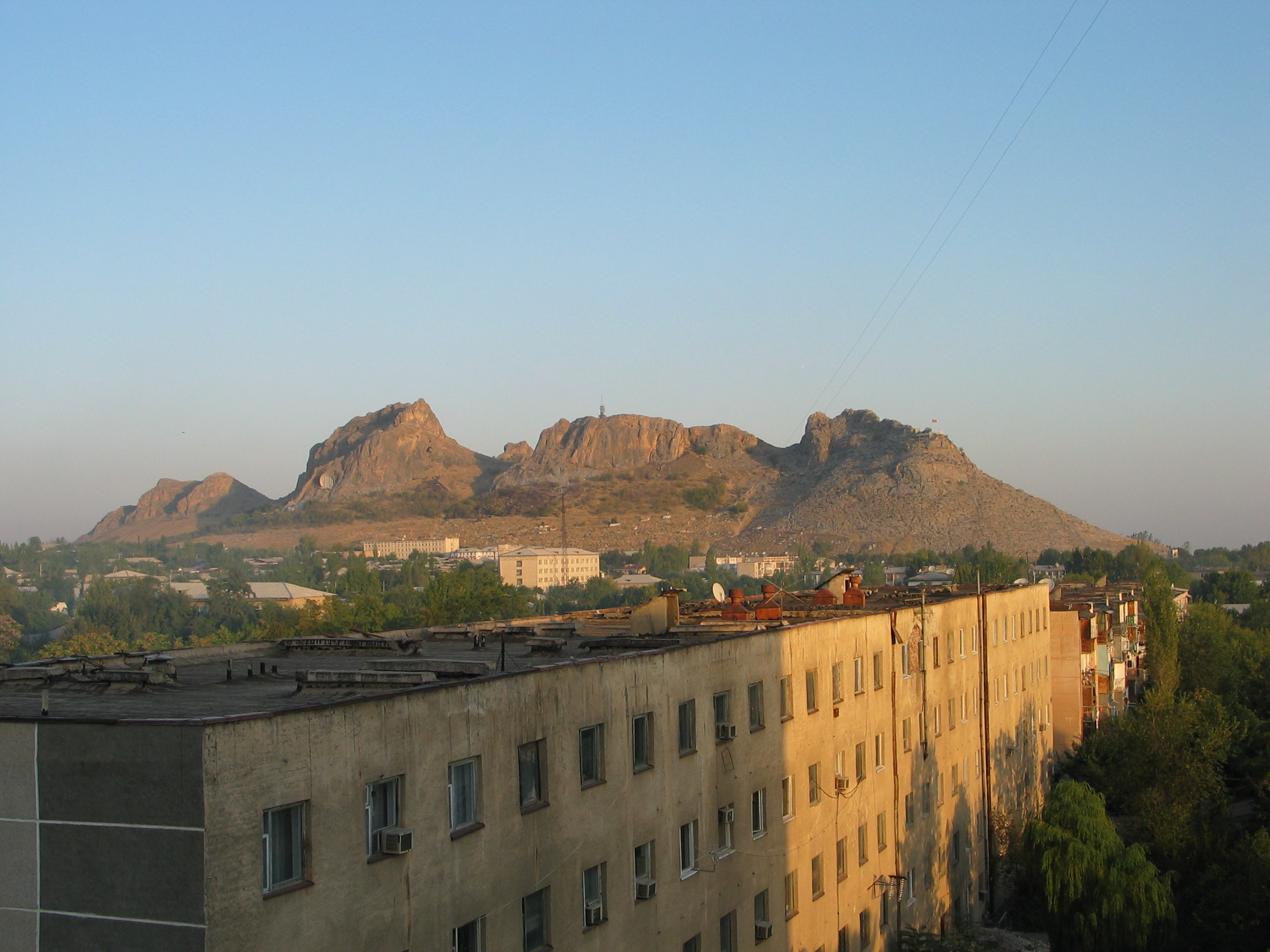
在奧什觀看蘇萊曼山

苏莱曼山 (另外以Taht-I-Suleiman, Sulayman Rock或Sulayman Throne著稱) 是唯一完全位於吉尔吉斯斯坦的世界遗产。（天山絲路與哈薩克及中國共同擁有）它位在奧什，是穆斯林與伊斯蘭時代以前的本地信仰者朝聖的場所之一。

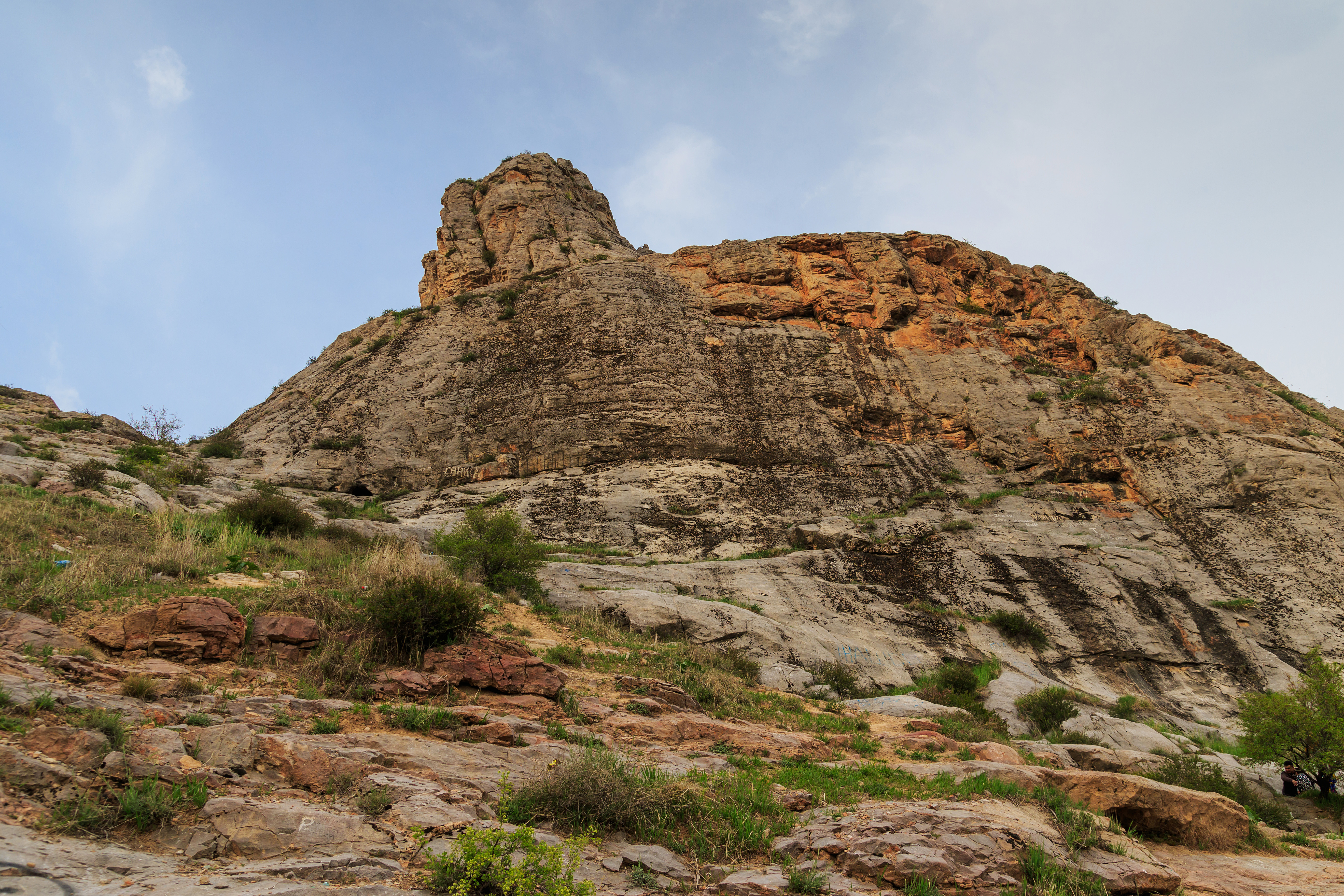
在山頂的岩石